# 예수의 계보
예수의 계보는 신약성경의 마태오의 복음서와 루가의 복음서에 각각 기록되어 있다. 마태오의 복음서는 아브라함에서 시작하여 순서대로 나아가고, 루가의 복음서는 예수부터 거슬러 올라가 아담까지 이어진다. 아브라함부터 다윗까지의 이름 목록은 일치하여 예수의 메시아적 칭호인 '다윗의 자손'을 확증한다. 그러나 다윗 이후로는 두 족보가 크게 다르다. 마태오의 복음서는 다윗에서 요셉까지 27세대를, 루가의 복음서는 42세대를 기록하는데 두 목록은 일치하지 않는 부분이 많다. 예수의 친할아버지, 즉 요셉의 아버지에 대해서도 마태오의 복음서는 야곱이라고 하고, 루가의 복음서는 헬리라고 한다.
이처럼 예수의 계보에 대한 기록이 상이하다는 점에 대해 여러 이론이 제시되었다. 아프리카누스와 유세비우스를 시작으로 한 초대 교부들은 두 족보를 모두 진실로 받아들이며 이 차이점에 대한 다양한 설명을 제시했다. 대표적인 가설은 하나(주로 마태오의 복음서)는 요셉의 족보이고 다른 하나(주로 루가의 복음서)는 마리아의 족보일 수 있으며, 또는 하나는 예수의 관습적인 법적 족보이고 다른 하나는 생물학적 혈통이라는 것이다. 이러한 해석은 또한 예수가 마리아에게서만 태어난 동정녀 탄생에 대한 복음서의 기록과도 일치하며, 요셉은 단지 법적 양아버지로 간주되었음을 보여준다. 이 때 요셉과 마리아 모두 다윗의 후손으로 여겨진다. 또한 요셉과 같이 한 사람이 두 명의 법적 아버지를 가질 수 있는 '계대결혼' 제도를 통해 이러한 차이를 설명할 수 있다. 그러나 마커스 보그와 존 도미니크 크로산 등의 현대 비평 학자들은 두 족보가 모두 예수의 메시아적 주장을 유대인의 기준에 맞추기 위해 만들어진 것이라고 주장한다.

## 마태오의 복음서에서의 계보

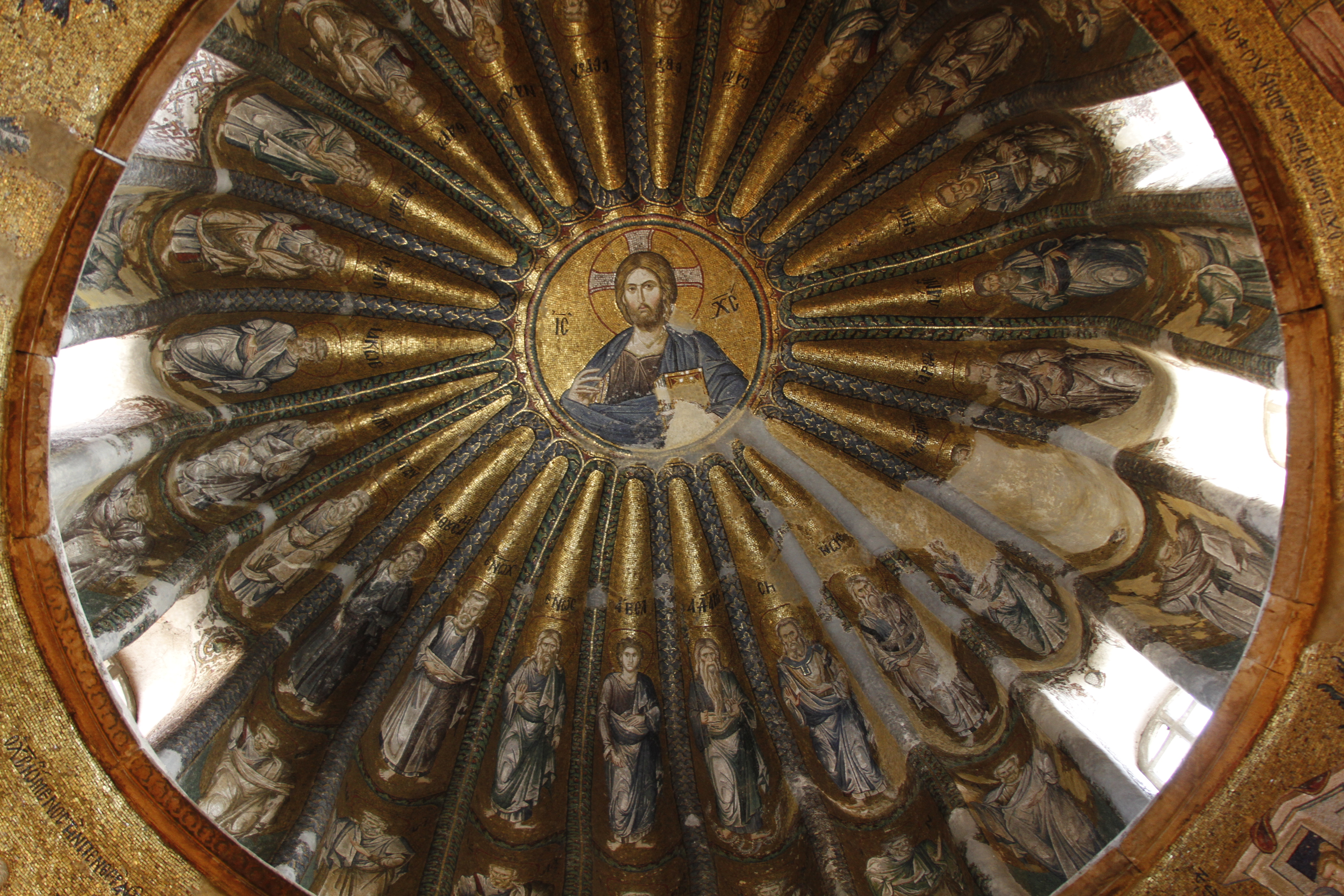
튀르키예 이스탄불 카리예 박물관 남쪽 돔 천장에 있는 예수와 그의 선조들을 그린 그림.

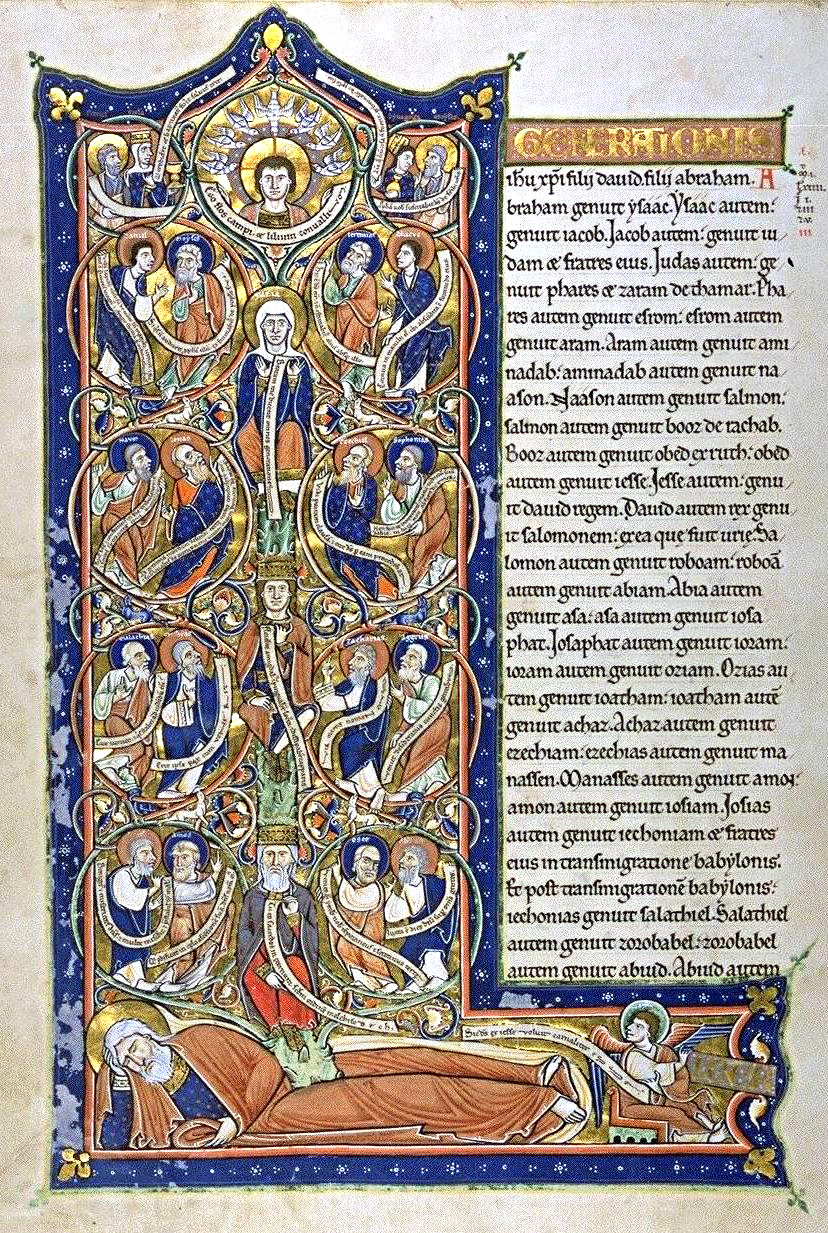
예수의 계보를 표현하는데 전통적으로 사용되어온 방식인 이새의 나무.

마태오의 복음서 1:1–17은 "아브라함의 자손이요 다윗의 자손인 예수 그리스도의 계보라. 아브라함은 이삭을 낳고, ..."로 시작하여 "야곱은 마리아의 남편 요셉을 낳으니, 마리아에게서 그리스도라 칭하는 예수가 태어나셨다. 그러므로 아브라함부터 다윗까지 모두 열네 대요, 다윗부터 바벨론으로의 유배까지 열네 대요, 바벨론 유배부터 그리스도까지 열네 대라."로 이어진다.
마태는 예수의 칭호인 '그리스도'를 복음서의 시작부터 강조하는데, 이는 히브리어 '메시아'의 그리스어 번역으로, 기름부음을 받은 자, 즉 기름부음 받은 왕의 의미를 가진다. 마태는 예수를 오랫동안 기다려온 메시아로 제시하며, 그가 다윗 왕의 후손임을 보여준다. 또한 '다윗의 자손'으로 예수를 부르며 그의 왕족 혈통을 나타내고, '아브라함의 자손'이라고 부르며 그가 이스라엘 사람임을 강조한다. 이 두 표현에서 '자손'은 '후손'을 의미하며, 야훼가 다윗과 아브라함과 맺은 약속을 상기시킨다.
여러 사본들에서 마태의 서론적 제목(βίβλος γενέσεως, 비블로스 게네세오스, '출생의 책')은 여러 가지 방식으로 해석되어 왔지만, 가장 가능성이 높은 것은 이후에 나오는 족보를 위한 제목이라는 것이다. 이 표현은 같은 구절이 족보를 나타내는 용어로 사용된 70인역 성경과도 일치한다.
| 1. 아브라함 2. 이사악 3. 야곱 4. 유다 & 다말 5. 베레스 6. 헤스론 7. 람 8. 암미나답 9. 나흐손 10. 살몬 & 라합 11. 보아스 & 룻 12. 오벳 13. 이새 14. 다윗 & 밧세바 | 1. 다윗 & 밧세바 2. 솔로몬 3. 르하브암 4. 아비야 5. 아사 6. 여호사팟 7. 요람 8. 우찌야 9. 요탐 10. 아하즈 11. 히즈키야 12. 므나쎄 13. 아몬 14. 요시야 | 1. 여고냐 2. 스알디엘 3. 즈루빠벨 4. 아비훗 5. 엘야킴 6. 아조르 7. 차독 8. 아킴 9. 엘리웃 10. 엘아자르 11. 마탄 12. 야곱 13. 요셉 14. 예수 |

마태오의 복음서의 족보는 루가의 복음서의 족보보다 기교적이고 명확한 구조로, 14대씩 세 범주로 나누어 구별하고 있다.
1. 1대에서 14대까지는 유다의 형제들과 베레스의 형제를 언급하며, 네 명의 여성 조상을 포함하는 등 주석이 풍부하다.
2. 15대에서 28대까지는 다윗의 왕조 계보를 다루지만 여러 세대를 생략하고 "바벨론 유수 시기의 여고니야와 그의 형제들"로 끝난다.
3. 마지막 29대에서 41대까지는 13세대로 보이지만, 요셉과 즈루빠벨을 사이 조상들에 대한 고유한 전승이다. 이 시기는 그 기간에 비해 상대적으로 적은 조상이 적혀 있다.

총 42세대가 되기 위해서는 여러 이름을 생략해야 하므로, 세 부분의 14대 구성은 의도적인 것으로 보인다. 이에 대한 다양한 해석이 제시되었다. 14는 7의 두 배로, 완전함과 언약을 상징하며, 또한 다윗이라는 이름의 게마트리아와 일치한다.
이 족보에 나오는 히브리어 이름의 그리스어 표기는 대부분 70인역 성경과 일치하지만, 몇 가지 독특한 부분이 있다. '아삽'이라는 형태는 아사 왕을 시편의 저자인 아삽과 동일시하는 것처럼 보인다. 마찬가지로 아몬 왕을 암모스라고 표기하는 것은 예언자 아모스를 연상시키지만, 70인역에도 이러한 형태가 나타난다. 이는 보다 친숙한 이름에 대한 동화 현상으로 해석되곤 한다. 보에스(보아스, 70인역에는 부스)와 라캅(라합, 70인역에는 라아브) 역시 독특한 형태다.

### 생략된 왕들
아하시야, 요아스, 아마지야의 세 왕이 생략되었다. 이들은 아합의 저주받은 혈통에서 아달리야를 통해 3대, 4대에 걸쳐 이어져 내려온 악한 왕들로 여겨진다. 동시에 이들을 생략함으로써 두 번째 14세대를 맞출 수 있으므로 수비학적 의도도 있는 것으로 여겨진다.
또한 생략된 왕은 여고니야의 아버지인 여호야킴이다. 헬라어에서 여호야킴과 여호야긴의 두 이름은 매우 유사하며 때로는 둘 다 '요아킴'으로 불린다. 마태오가 "요시야가 바벨론 유수 시기에 여고니야와 그의 형제들을 낳았다"고 했을 때, 그는 이 둘을 혼동한 것으로 보인다. 왜냐하면 구약성경에서는 여고니야가 아니라 여호야김에게 형제가 있었다고 전하기 때문이다. 그러나 유수는 여고니야 시대에 발생했다. 따라서 이를 실수로 보는 견해도 있지만, 다른 학자들은 다윗 이후의 왕들이 정확히 14세대를 구성하도록 하기 위해 의도적으로 생략된 것이라고 보기도 한다.
마지막 집단 역시 14세대로 구성되었다. 만약 요시야의 아들로 기록된 여고니야가 본래 가리키고자 하던 대상이 여호야김이었다면, 여고니야는 유수 이후 세대로 계산될 수 있었다. 일부 저자들은 마태오의 원래 본문에 마리아의 아버지 요셉이 기록되어 있었다고 보기도 한다.
여고니야(기원전 약 616년 출생)부터 예수(기원전 약 4년 출생)까지 14세대에 걸쳐 있으며, 세대 간 평균 간격은 약 44년이다. 그러나 구약성경에서는 세대 간 격차가 더 넓게 나타나기도 한다. 또한 이 기간 동안 흔했던 '조부 이름을 따는 관습'의 사례가 나타나지 않는데, 마태오가 이러한 반복을 압축했을 수도 있다.

## 루가의 복음서에서의 계보

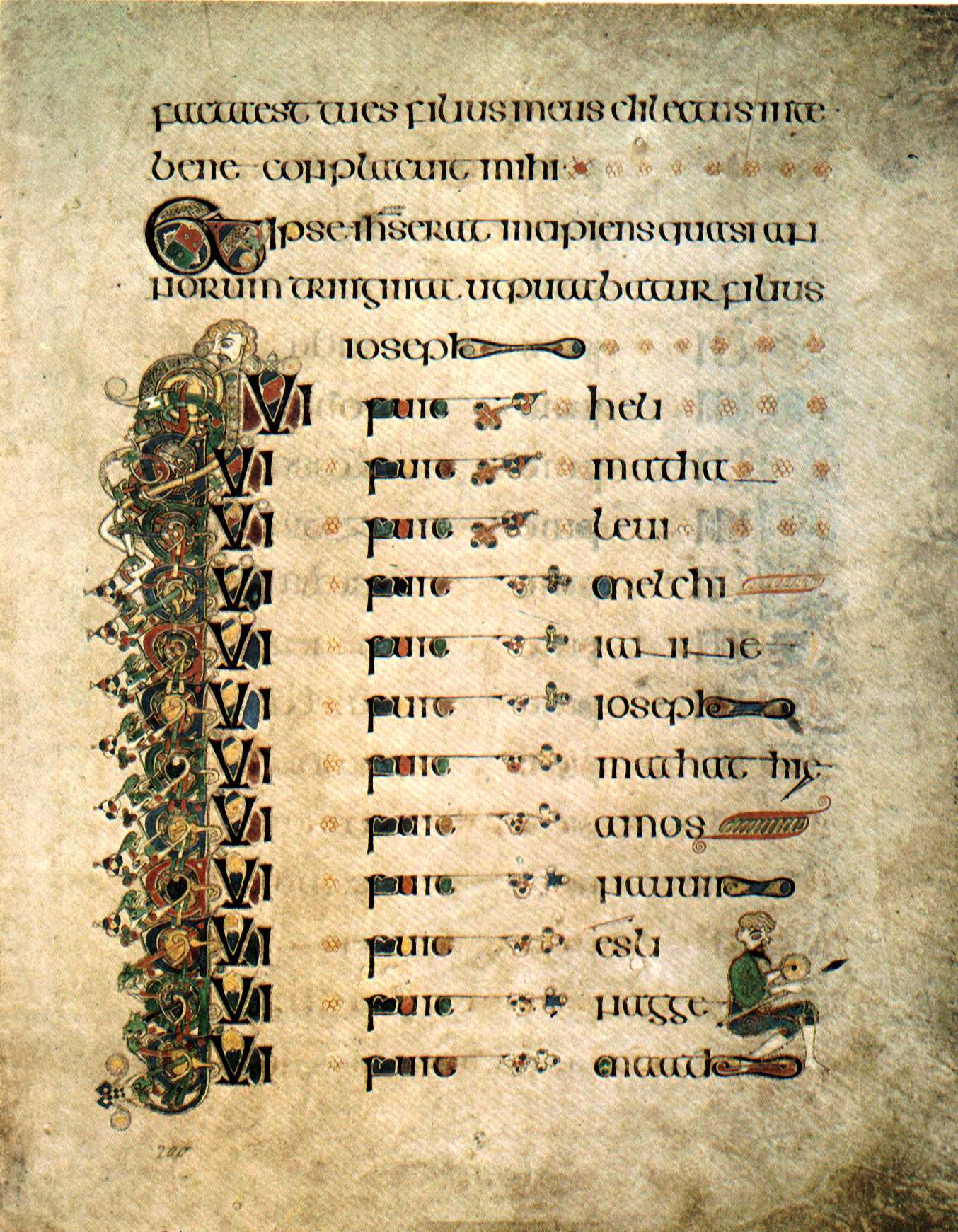
800년경 켈트 수도사들에 의해 필사된 켈스의 서에 실린 루가의 예수 족보.

루가의 복음서에서 예수의 족보는 예수의 공생애 시작 부분에 기록되어 있다. 이 족보는 요셉부터 아담까지 역순으로 올라간다. 예수의 세례 이야기를 전한 후, 루가복음 3장 23절에서 38절은 "예수께서 가르치심을 시작하실 때에 삼십 세쯤 되시니라. 사람들이 아는 대로는 요셉의 아들이니라, 헬리의 아들이요, ..." (3:23) 그리고 계속하여 "아담은 하느님의 아들이니라." (3:38)라고 끝난다.
| 1. 하나님 2. 아담 3. 셋 4. 에노스 5. 가이난 6. 마할랄렐 7. 야렛 8. 에녹 9. 므두셀라 10. 레멕 11. 노아 12. 셈 13. 아르박삿 14. 가이난 | 1. 셀라 2. 에벨 3. 벨렉 4. 르우 5. 스룩 6. 나홀 7. 데라 8. 아브라함 9. 이사악 10. 야곱 11. 유다 12. 베레스 | 1. 헤스론 2. 아니 3. 아미나답 4. 나손 5. 살몬 6. 보아스 7. 오벳 8. 이새 9. 다윗 10. 나단 11. 맛다다 12. 멘나 13. 멜레아 | 1. 엘리아김 2. 요남 3. 요셉 4. 유다 5. 시므온 6. 레위 7. 맛닷 8. 요림 9. 에리에서 10. 예수 11. 에르 12. 엘마담 13. 고삼 | 1. 앗디 2. 멜기 3. 네리 4. 스알디엘 5. 즈루빠벨 6. 레사 7. 요아난 8. 요다 9. 요섹 10. 서머인 11. 맛다디아 12. 마앗 13. 낙개 | 1. 에슬리 2. 나훔 3. 아모스 4. 맛다디아 5. 요셉 6. 얀나 7. 멜기 8. 레위 9. 맛닷 10. 헬리 11. 요셉 12. 예수 |

이 족보는 구약성경에 잠깐 언급되었을 뿐인 다윗의 잘 알려지지 않은 아들 나단을 통해 다윗의 후손임을 보여준다.
다윗의 조상에 대해서는 루가의 복음서와 구약성경이 완전히 일치한다. 아르박삿과 셀라 사이에 가이난이 포함되어 있는데, 이는 70인역(Septuagint)을 따른 것이며 대부분의 현대 성경에서 따르는 마소라 본문에는 포함되어 있지 않다.
아우구스티누스는 루가 복음서에 있는 족보의 세대 수를 77이라 하였는데, 이는 모든 죄의 용서를 상징하는 숫자로 인식된다. 이 숫자는 또한 루가가 알고 있었을 가능성이 있는 『에녹서』에서 언급된 에녹 이후 70세대와도 일치한다. 루가는 비록 마태오처럼 세대를 세지는 않았지만, 일곱 단위로 구성하는 원칙을 따랐을 것으로 보인다. 그러나 이레네오는 아담부터 72세대만을 계산했다.
구약성경에서 아미나답의 아들로 아람이 등장하는 것은 잘 알려져 있다. 현대 학자들 사이에서 가장 신뢰받는 네슬레-알란드 비평판은 "아미나답의 아들, 아드민의 아들, 아르니의 아들"이라는 변이 형태를 받아들이며, 이를 통해 아담부터 시작하는 세대 수를 76으로 계산한다.
루가가 사용한 표현인 "사람들이 생각하던 대로"(ἐνομίζετο)는 예수가 실제로 요셉의 아들이라는 진술을 피하기 위한 시도로 인식된다. 이는 동 복음서에 기록된 예수의 동정녀 탄생과 일치한다. 일부 학자들은 루가가 예수의 외조부인 엘리로 계보를 전개하는 등, 가장 가까운 혈연 관계인 마리아를 통해 예수의 족보를 추적했다고 본다. 이 경우 족보의 가부장적 구조를 유지하기 위해 마리아 대신 남편인 요셉을 언급했다는 견해도 있다. D. A. 카슨은 이러한 해석을 "지나치게 인위적"이라고 지적하며 독자들이 이를 유추하기 어렵다고 본다. 마찬가지로 R. P. 네텔호스트는 이를 "부자연스러운 억지" 해석이라고 평가한다.
이 외에도 이러한 표현이 나머지 족보와 어떻게 관련되는지에 대한 다양한 해석이 존재한다. 일부는 나머지 족보를 요셉의 실제 족보로 보고 있으며, 마태오의 복음서에 제시된 다른 족보와 비교하여 해석한다.

## 스알디엘의 아들 즈루빠벨
마태오의 복음서와 루가의 복음서에 나오는 족보는 스알디엘의 아들 즈루빠벨에서 잠시 일치하는 것처럼 보이지만, 스알디엘 위쪽과 즈루빠벨 아래쪽에서 두 복음서는 서로 다르다. 또한 이 지점에서 마태오는 구약성경의 기록과 차이를 보인다.

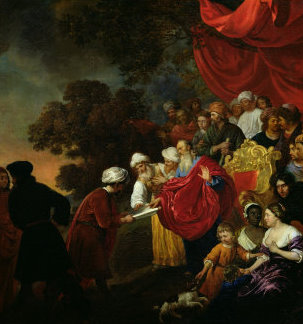
키루스 대제에게 예루살렘의 재건 계획도를 보여주는 즈루빠벨.

구약성경에서 즈루빠벨은 기원전 520년경 유대인들을 바빌론에서 귀환시키고 유다를 다스리며 성전을 재건한 영웅으로 묘사된다. 그는 여러 번 스알디엘의 아들이라고 불린다. 즈루빠벨은 『역대기』의 족보에 한 번 등장하는데, 그 후손이 여러 세대에 걸쳐 함께 기록되어 있다. 그러나 복음서와 함께 볼 때 이 구절에는 여러 가지 난점이 있다. 70인역에서는 그의 아버지가 스알디엘로 되어 있지만, 마소라 본문에서는 스알디엘의 형제 브다야로 적혀있다. 해당 구절에 따르면 두 사람 모두 여고냐 왕의 아들이었다. 일부 학자들은 마소라 본문을 수용하고, 브다야가 계대결혼을 통해 스알디엘을 위해 아들을 낳았다고 가정하지만, 대부분의 학자들은 마태오 및 다른 모든 기록들과 일치하는 70인역을 원문으로 받아들인다.
즈루빠벨이 매우 흔한 바빌로니아 이름임에 착안해서, 루가의 복음서에서 등장하는 즈루빠벨과 스알디엘을 단순히 동명이인으로 보기도 한다. 루가의 복음서에서 스알디엘의 조상은 완전히 다르게 제시되어 있으며, 즈루빠벨의 아들에서 다시 불일치가 시작되기 때문이다. 더 나아가 알려진 연대 사이의 간격을 보완하면 루가의 스알디엘의 탄생은 유대인들이 바빌론에서 돌아온 시기의 유명한 즈루빠벨과 같은 시기가 된다. 따라서 루가의 스알디엘과 즈루빠벨은 마태오의 기록과는 다른 인물일 가능성이 높으며, 아마도 그들의 이름을 따온 것으로 보는 견해도 제기되었다.
그러나 대다수의 학자들은 루가의 기록에 등장하는 이들 부자가 역대기의 인물과 동일하다고 본다. 이 경우 요셉처럼 스알디엘의 아버지로 서로 다른 두 명이 기록된 것에 대한 해답이 필요하다. 이를 위해 복잡한 계대결혼 가설이 종종 제안되었다. 그러나 리처드 보컴은 루가의 기록이 실제 역사를 잘 반영한 것이라고 주장한다. 그의 견해에 따르면, 『역대기』의 족보는 즈루빠벨을 선조의 계보에 끼워 넣은 후대의 첨가물로, 마태오는 단순히 왕실 계승을 따랐을 뿐이다. 실제로 보컴은 즈루빠벨의 정당성이 저주받은 솔로몬의 계보가 아닌 다윗의 아들 나단을 통해 계승되었다고 주장한다.
루가의 복음서에서 즈루빠벨의 아들로 제시된 이름 레사(Rhesa)는 일반적으로 아람어로 '머리'나 '군주'를 의미하는 rēʾšāʾ로 간주된다. 일부 학자들은 이 이름이 즈루빠벨의 것인데 아들로 잘못 기록된 것으로 본다. 이 견해를 따르면 루가 복음서의 다음 세대인 요아난(Joanan)은 역대기에서 즈루빠벨의 아들 중 하나로 기록된 하나냐(Hananiah)일 수 있다고 본다. 그러나 이 경우에도 루가 복음서의 그 다음 이름들과 마태오 복음서의 다음 이름 아비웃(Abiud)은 『역대기』에서 특별히 확인할 수 없다.

## 같이 보기
- 예수의 연대학
- 예수 혈통
- 마리아의 평생 동정
- 이새의 나무